# Lena Anderssen

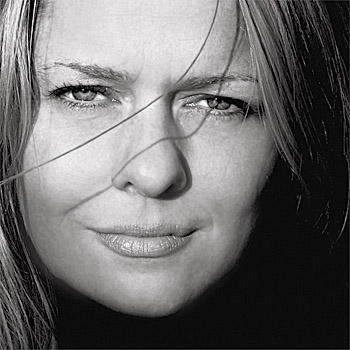
Lena Anderssen

Lena Anderssen, allgemein nur Lena, (* 26. September 1974 in Tórshavn, Färöer) ist eine färöisch-kanadische Singer-Songwriterin. Sie lebt in Tórshavn und gehört neben Teitur Lassen und Høgni Lisberg zu den international erfolgreichsten färöischen Vertretern ihres Genres.
Lena wurde auf den Färöern geboren. Ihre Mutter ist Färingerin, ihr Vater Kanadier norwegischer Abstammung. Im Alter von 2 Jahren zog sie mit ihren Eltern nach Kanada, wo sie in Victoria, Vancouver, Thunder Bay, Port Dover und Montreal aufwuchs. Hier legte sie ihr musikalisches Fundament. Im Alter von 17 Jahren kehrte Lena auf die Färöer zurück.
Lenas Lieder sind auf Englisch. Daneben spricht sie fließend Färöisch und Dänisch.

## Karriere
1996 wurde Lena vom norwegischen Schlagzeuger Remi Fagereng entdeckt, der sie zufällig in einem Tórshavner Café traf, wo sie arbeitete, und etwas vor sich hin sang. Kurze Zeit später war sie Sängerin seiner Cover-Band Next Step.
1997 spielte Lena im färöischen Musical Skeyk mit, das Niclas Johannesen geschrieben hat. Seitdem bilden die beiden ein Team. 1998 kam ihr Debüt-Album Long Distance heraus. 2000 schrieben Lena und Niclas drei Songs zusammen mit Óli Poulsen, Lenas damaligem Produzenten. I Still Love You wurde ein Hit auf den Färöern. 2004 produzierte Poulsen ihr Album Can't Erase It, das 2005 in einer verbesserten Version als internationale Ausgabe in Dänemark erschien. Der Titelsong („ich kann es nicht auslöschen“) beschäftigt sich mit ihrer binationalen Identität.
Bereits 2002 schrieben Lena und Niclas für den damals 14-jährigen Brandur Enni den Hit Waiting In The Moonlight, der Brandur schlagartig über die Grenzen der Färöer hinaus bekannt machte. Im Oktober 2002 schrieben die beiden 10 Lieder für das Weihnachtshörspiel Stjørnan ið Hvarv von Útvarp Føroya, das im Jahr darauf als Weihnachtsalbum erschien.
Als Liveauftritte können Konzerte zusammen mit Eivør Pálsdóttir und Guðrun Sólja Jacobsen genannt werden, die zusammen als die drei besten zeitgenössischen Sängerinnen der Färöer gelten. Im Juni 2005 eröffnete Lena das große Roxy-Music-Konzert in Dänemark. Im April 2006 hatte Lena ihr Debüt auf Island, wo sie seitdem mehrmals täglich im Radio zu hören war.
Lenas Manager ist Richard Ogde, der bereits Paul McCartney unter Vertrag hatte. 2006 wird das neue Lena-Album von Niclas Johannesen in den Abbey Road Studios und den färöischen JakZac Studios produziert. Es sollte im Herbst des Jahres erscheinen. Gemixt wurde es von Ryan Hewitt (aktuell bekannt für das Top-Album Stadium Arcadium von Red Hot Chili Peppers). Da es aber zu künstlerischen Uneinigkeiten zwischen beiden Seiten kam, produzierte Óli Petersen die Endfassung des Albums, das nun 2007 erscheinen soll.
Noch vor Herausgabe des neuen Albums konnte der Song Can't erase it in der bekannten Fernsehserie Scrubs – Die Anfänger platziert werden.
Im September 2007 gehen Lena und Band als Vorgruppe von Xavier Rudd (Australien) auf Europa-Tournee und werden auch mehrere Konzerte in Deutschland spielen.

## Einflüsse
Auf ihrer MySpace.com-Seite nennt Lena folgende Einflüsse auf ihre Musik: The Smiths, Stone Roses, Neil Young, The Police, The Beatles, R.E.M., Joni Mitchell, Bob Dylan, Red Hot Chili Peppers, Beastie Boys, Suzanne Vega, Nirvana, Tracy Chapman, Alanis Morissette, Elvis Costello, Beth Hart, Led Zeppelin, The Cure, Dead Kennedys, U2, Roy Orbison, Juliana Hatfield, Lisa Loeb, Billie Holiday, David Gray, Depeche Mode, Coldplay, Crowded House, Midnight Oil, ...

## Vermischtes
- Während der Aufnahmen zur neuen CD 2006 traf Lena Paul McCartney in einem Café, traute sich aber nicht, ihn anzusprechen.
- Als Sarah Brendel 2006 in der Tórshavner Domkirche spielte, tauchte Lena plötzlich als Überraschungsgast auf und gesellte sich auf die Bühne, um zwei Stücke zu spielen – die beiden kannten sich schon vorher.
- Als Lena und Niclas mit den Aufnahmen zum neuen Album 2006 fast fertig waren, dachten sie sich, dass man Ryan Hewitt als Mixer arrangieren sollte und kontaktierten seinen Manager. Der verlangte Preis war viel zu hoch, und so konnte man sich nicht einigen. Einige Tage später kam Hewitt zufällig in das Büro seines Managers, der gerade auf Lenas MySpace-Seite ihre Musik hörte. Hewitt wollte wissen, wer das ist. Als er erfuhr, dass es die Frau war, die er gerade abgewiesen hat, änderte er seine Meinung und entschied sich selber, Lena zu mixen.

## Diskografie
- 1998 – Long Distance
- 2004/2005 – Can't Erase It
- November 2006 – My Microphone
- 2007 – Let Your Scars Dance
- 2012 – Letters From The Faroes
- 2016 – Eagle In The Sky